# Nika Barič
Nika Barič, slovenska košarkarica, * 2. september 1992, Trbovlje.
Barič je začela trenirati pri Jing Jang Trbovlje. S petnajstimi leti je leta 2007 prestopila v vodilni slovenski klub ŽKK Celje. V Celju igrala štiri sezone in bila vodilna igralka ekipe (v 30 min, 14,3 točke, 4,2 podaji in 3,0 skoka na tekmo v treh sezonah (2008-09 ni igrala)). 
Profesionalno košarko od 2011 igra v Rusiji. Med 2011 in 2015 za Spartak Moskvo, potem za vodilni evropski in ruski klub UMMC Jekaterinburg. Z ekipo UMMC je osvojila trikrat Evroligo in štirikrat naslov ruske prvakinje. S sezono 2019-20 igra za Dinamo Kursk v Evroligi in ruskem prvenstvu.
V drugem krogu nabora je bila leta 2012 kot dvajseta izbrana s strani profesionalnega kluba WNBA, Minnesota Lynx.
Od 2008 je stalna reprezentanka slovenskih članic. Nastopila na dveh evropskih prvenstvih v letih 2017 in 2019. Od začetka kvalikacij za EP 2019 (jesen 2017) kapetanka reprezentance.